# Вале (Авелино)
Вале је насеље у Италији у округу Авелино, региону Кампанија.
Према процени из 2011. у насељу је живело 34 становника. Насеље се налази на надморској висини од 431 м.